# Bosschreeuwuil
De bosschreeuwuil (Megascops marshalli) is een vogel uit de familie Strigidae (uilen). Deze vogel is genoemd naar de Amerikaanse ornitholoog Joseph Truesdell Marshall (1918-2005).

## Verspreiding en leefgebied
Deze soort komt voor in nevelwoud op slechts enkele plaatsen in centraal en zuidelijk Peru en in Bolivia.

## Status
De grootte van de populatie is niet gekwantificeerd maar de soort wordt omschreven als plaatselijk algemeen. Op de Rode lijst van de IUCN heeft deze soort de status gevoelig.